# Овчаренко, Михаил Денисович
 Михаил Денисович Овчаренко — советский хозяйственный, государственный и политический деятель.

## Биография
Родился в 1917 году в селе Нижний Бурлук. Член КПСС.
Участник Великой Отечественной войны, пограничник 59 ПОГО Приморского военного округа. С 1947 года — на хозяйственной, общественной и политической работе. В 1947—1990 гг. — рабочий, начальник смены, начальник цеха Харьковского чугунолитейного завода, директор Курского завода тракторных запчастей, начальник спецотдела этого же завода.
Делегат XXIII съезда КПСС.
Почётный гражданин Курска.
Умер в Курске в 1994 году.